# Климкейт, Джессика
Джессика Климкейт (англ. Jessica Klimkait; род. 31 декабря 1996) — канадская дзюдоистка, чемпионка мира 2021 года, чемпионка Панамериканского чемпионата по дзюдо. Бронзовый призер Олимпийских игр 2020 в Токио.

## Биография
Джессика Климкейт борется в весовой категории до 57 килограммов.
В 2017 году на Панамериканском чемпионате в Панаме, Джессика одержала победу и завоевала титул чемпионки континента, в финале поборов свою соотечественницу Катарину Бушмин-Пинар.
Через год на аналогичном турнире, который проходил в Сан-Хосе спортсменка из Канады завоевала бронзовую медаль в весовой категории до 57 килограммов.
На чемпионате мира 2021 года, который проходил в Венгрии в Будапеште, в июне, Джессика завоевала золотую медаль в весовой категории до 57 кг, победив в схватке за чемпионский титул японскую спортсменку Момо Тамаоки.
В мае 2023 года, в столице Катаре, на чемпионате мира, канадская дзюдоистка в весовой категории до 57 кг стала обладателем бронзовой медали, в поединке за третье место победила спортсменку из Турции Хазрет Бускюрт.
Весной 2024 года на предолимпийском чемпионате мира, который состоялся в Объединённых Арабских Эмиратах, Джессика завоевала бронзовую медаль, в поединке за третье место она победила спортсменку из Израиля Тимну Нельсон-Леви.